# Fit am Ball Africa
Fit am Ball Africa ist ein „Dribbel-Spendenrekord“ und Deutschlands größtes wissenschaftliches Projekt zur Förderung des Schulsports. Ziel war es bis zur Fußball-Weltmeisterschaft 2010 in Südafrika am 11. Juni 2010 eine Spendensumme von 1 Million Euro zu erdribbeln. Die Dribbel-Spenden kommen Schul- und Bildungsprojekten in 13 afrikanischen Ländern zugute.

2011 geht Fit am Ball in die nächste Runde, das Motto in diesem Jahr lautet „Kinder in Deutschland dribbeln für Kinder in Afrika“. Immer mehr Mädchen und Frauen begeistern sich für den Fußball. Die Fußball-WM für Frauen 2011 in Deutschland rückt dieses Interesse weiter in den Fokus der Öffentlichkeit. Deshalb geht es bei „Fit am Ball 2011“ auch um eine neue und gesonderte Spielmethodik und Sportspiel-Didaktik, mit der Mädchen in freiwilligen Sport-AGs besonders gefördert werden können. Am Ende der Projektphase soll deutlich sein, welchen Gewinn Mädchen und Jungen gemeinsam vom Fußballspiel haben können. Außerdem werden wieder Spenden für afrikanische Schulprojekte gesammelt.
Viele prominente Sportler, bekannte Persönlichkeiten und Spitzensportvereine unterstützen „Fit am Ball“. Unter anderem die Nationalspieler Lukas Podolski und Bastian Schweinsteiger oder der Ex-Manager der Fußballmannschaft von Bayer 04 Leverkusen Reiner Calmund. Passend zur Fußball-WM der Frauen in Deutschland unterstützen auch die Nationalspielerinnen Sonja Fuss, Inka Grings und die OK-Chefin der Frauen WM Steffi Jones das Projekt.
Außerdem existiert zur jährlichen Ergebnissicherung und Weiterentwicklung der Idee „Fit am Ball“ die „Fit am Ball“-Nachhaltigkeitskonferenz FABCON, die jährlich an der Deutschen Sporthochschule Köln stattfindet. Teilnehmer der FABCON 2011 waren unter anderem Gabriele Rath von Projektpartner Misereor und Eva-Maria Hertkens von UNICEF sowie der Soziologe Ulrich Oevermann von der Johann-Wolfgang-Goethe-Universität Frankfurt am Main.

## Geschichte
Fit am Ball Africa ging aus einem wissenschaftlichen Projekt zur Förderung des Schulsports hervor, welches die Deutsche Sporthochschule in Köln initiierte. Seit 2003 wurden in über 1.500 Schulen freiwillige Schulsport-AGs aufgebaut und unterstützt.
2008 stand der Dribbel-Weltrekord „Fit am Ball 3000“ im Mittelpunkt des Projektes. Dabei dribbelten mehr als 4.000 Schülerinnen und Schüler einen Ball über 3.000 Kilometer als ununterbrochene Staffel durch Deutschland. Die spektakuläre, 100-tägige Aktion wurde vor dem Eröffnungsspiel zur Fußball-EM in Basel am 7. Juni 2008 als offizieller „Guinness World Record“ zertifiziert.
Initiiert und finanziert wird die Aktivität für mehr Freude an regelmäßiger Bewegung und für mehr Teamgeist und Solidarität in der Schule vom Kölner Kartoffelchips- und Knabberartikel-Hersteller Intersnack.

## Spenden
Die Dribbel-Spenden kommen Schul- und Bildungsprojekten in 13 afrikanischen Ländern zugute. Für die ordnungsgemäße und transparente Abwicklung bürgen die Projektpartner Misereor und Unicef. Unterstützt wird „Fit am Ball Africa“ von der Deutschen Sporthochschule Köln mit Lehrer-Fortbildungen, speziellen Handreichungen, Organisationshilfen und Unterrichtsmaterialien für Schulen und Kinder. Kontakte zu Schulen und Bildungseinrichtungen in Afrika werden vermittelt; im Zentrum steht somit nicht nur eine Rekord-Spendensumme, erzielt durch freiwilligen Schulsport, sondern unter dem Motto „Freunde gesucht!“ vor allem das Ziel nachhaltiger Partnerschaften zwischen deutschen „Fit am Ball“-Schulen sowie Schulen und Bildungsprojekten in Afrika.

## Unterstützer
- Hauptsponsor und Projektleitung: Funny-frisch, Deutsche Sporthochschule Köln
- Co-Sponsor: Garmin
- Sport-Vereine (u. a.): 1. FC Kaiserslautern, 1. FC Köln, TSV 1860 München, FC Schalke 04, Dynamo Dresden, Borussia Dortmund, TSG 1899 Hoffenheim, Hamburger SV, MSV Duisburg, VfL Wolfsburg, Hertha BSC.
- Prominente Persönlichkeiten (u. a.):Bastian Schweinsteiger, Lukas Podolski, Steffi Jones, Inka Grings, Sonja Fuss, Jürgen Roters (Kölner Oberbürgermeister), Reiner Calmund, Monika Staab (frühere Nationalspielerin, heute international für die FIFA aktiv) und Marlyse Bernadette Ngo Ndoumbouk (Spieler beim FF USV Jena).
- Sonstige Einrichtungen (u. a.): Allwetterzoo Münster, Phantasialand Brühl bei Köln, Serengeti-Park Hodenhagen, Zoo Köln, Zoo Duisburg, Zoo Erfurt, Safariland Stukenbrock, die Musikband Mama Afrika und Deutsches Jugendherbergswerk.

## Die Strecke
Aktuell unterstützt „Fit am Ball Africa“ 18 Hilfsprojekte in 13 afrikanischen Ländern. Verbindet man die Projekte von Kairo in Ägypten bis Kapstadt in Südafrika mit einer Linie, so ergibt sich eine imaginäre Strecke, die etwa 16.000 Kilometer lang von Norden bis Süden durch ganz Afrika führt.
Im Rahmen der Dribbel-Spendenläufe wurde von den Teilnehmerinnen und Teilnehmern an „Fit am Ball Africa“ auf dem Weg zum Weltrekord diese Strecke in Deutschland sozusagen „virtuell“ zurücklegen.